# 旭発電所 (愛知県)
旭発電所（あさひはつでんしょ）は、かつて愛知県豊田市牛地町（旧・東加茂郡旭町大字牛地）に存在した水力発電所である。矢作川支流の段戸川にあり、1922年（大正11年）から1968年（昭和43年）にかけて運転された。
「旭発電所」は1952年（昭和27年）までの名称で、それ以降は和戸発電所（わどはつでんしょ）と称した。

## 設備構成
旭発電所（和戸発電所）は矢作川左支川の段戸川から取水する発電所であり、廃止時は最大使用水量1.195立方メートル毎秒、有効落差135.5メートルにて最大1,200キロワットを発電した。
取水設備として段戸川に長さ23.3メートル・高さ4.2メートルの取水堰を設けていた。導水路の長さは967.5メートルで、トンネル・暗渠・開渠で構成。途中に沈砂池も設けていた。導水路終端の上部水槽から発電所へと水を落とす水圧鉄管は長さ309.1メートルであった。
発電所建屋は段戸川沿いではなく矢作川本川の左岸に立地していた。発電設備は立軸単輪渦巻フランシス水車とかご形三相誘導発電機（容量1,450キロボルトアンペア）を各1台備えた（京都奥村電機商会製）。送電線は矢作川の串原発電所に接続した。

## 歴史
旭発電所の歴史は、1911年（明治44年）7月に「矢作川水電」発起人が水利権を出願したことに始まる。1921年（大正10年）4月に水利権が許可され、同年7月尾三電力として会社が発足すると矢作川本川の時瀬発電所とともに同社の第一期工事に選ばれ、8月着工、1922年（大正11年）6月20日には早くも竣工した。出力1,200キロワットと小規模ではあるが、日本で最初に誘導発電機を利用した半自動式発電所である。
1928年（昭和3年）9月、旭発電所を運転する尾三電力は、親会社大同電力へと合併された。その10年後の1939年（昭和14年）4月1日、電力国家管理の担い手として国策電力会社日本発送電が設立された。同社設立に関係して、大同電力は「電力管理に伴う社債処理に関する法律」第4条・第5条の適用による日本発送電への社債元利支払い義務継承ならびに社債担保電力設備（工場財団所属電力設備）の強制買収を前年12月に政府より通知される。買収対象には旭発電所を含む14か所の水力発電所が含まれており、これらは日本発送電設立の同日に同社へと継承された。
次いで太平洋戦争後、1951年（昭和26年）5月1日実施の電気事業再編成では、日本発送電から中部電力へと出資された。出力は1,200キロワットのままである。翌1952年（昭和27年）9月、飛騨川にて同じ読みの朝日発電所が建設されたため、旭発電所から和戸（わど）発電所へと改称した。
1970年（昭和45年）、建設省（現・国土交通省）により多目的ダムとして矢作川本川に矢作ダムが建設された。この矢作ダム建設地は和戸発電所の下流1.5キロメートル地点であるため、ダム建設にあたって発電所建屋と水圧鉄管の一部がダム湖に水没することになった。施設全体が水没する串原発電所とともに水没補償対象とされ、ダム完成に先立つ1968年（昭和43年）9月6日付でともに廃止された。跡地付近のダム湖湖岸には水没地点を示す看板が立つ。